# Memoryhouse
Albums de Max Richter
The Blue Notebooks
(2004)
Memoryhouse est le premier album studio du compositeur germano-britannique Max Richter, sorti le 27 mai 2002. En 2009 et en 2014, deux rééditions sont commercialisées sur le label FatCat Records,.

## Réception critique
Memoryhouse a été largement salué par la critique, comme en témoignent les notes d'Allmusic (4 sur 5) et de Pitchfork (8,7 sur 10), ainsi que l'article que Pitchfork a consacré à l'album pour sa réédition.

## Liste des pistes
Toutes les chansons sont écrites et composées par Max Richter.
| 1.    | Europe, after the Rain                | 6:13 |
| 2.    | Maria, the Poet (1913)                | 4:47 |
| 3.    | Laika's Journey                       | 1:30 |
| 4.    | The Twins (Prague)                    | 1:58 |
| 5.    | Sarajevo                              | 4:03 |
| 6.    | Andras                                | 2:42 |
| 7.    | Untitled (Figures)                    | 3:27 |
| 8.    | Sketchbook                            | 1:54 |
| 9.    | November                              | 6:21 |
| 10.   | Jan's Notebook                        | 2:41 |
| 11.   | Arbenita (11 Years)                   | 7:04 |
| 12.   | Garden (1973)/Interior                | 3:24 |
| 13.   | Landscape with Figure (1922)          | 5:14 |
| 14.   | Fragment                              | 1:26 |
| 15.   | Lines on a Page (One Hundred Violins) | 1:22 |
| 16.   | Embers                                | 3:38 |
| 17.   | Last Days                             | 4:18 |
| 18.   | Quartet Fragment (1908)               | 3:02 |
| 65:04 |                                       |      |